# Narodowo-Demokratyczna Partia Niemiec

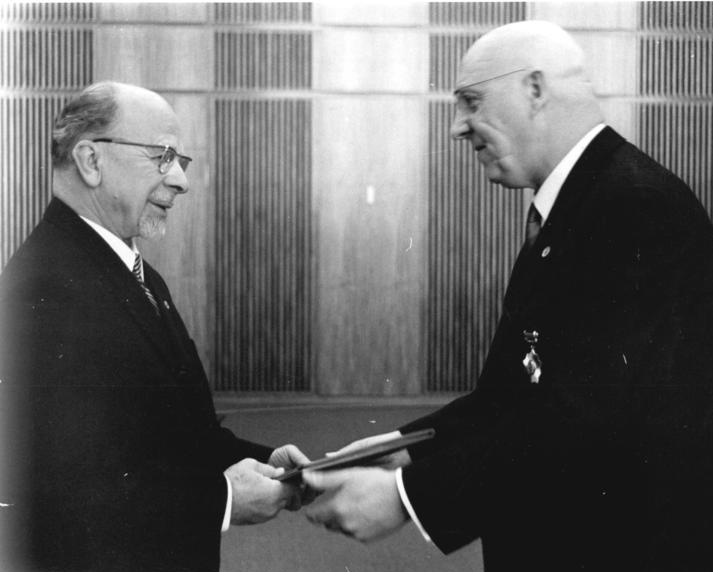
Walter Ulbricht i Heinrich Homann w 1968

Narodowo-Demokratyczna Partia Niemiec (niem. National-Demokratische Partei Deutschlands, NDPD) – partia polityczna działająca w NRD w latach 1948–1990 w ramach tzw. Bloku Demokratycznego i Frontu Narodowego.

## Historia
Partia została utworzona 25 maja 1948 jako polityczny „czyściec” dla byłych członków NSDAP i osób zorientowanych narodowo, które również próbowano włączyć w budowę socjalizmu. W rzeczywistości poprzez założenie NDPD i Niemieckiej Demokratycznej Partii Chłopskiej (DBP) próbowano osłabić znaczenie CDU i LDPD, które w wyborach regionalnych z 1946 zebrały połowę głosów wyborców.
Pierwszym przewodniczącym NDPD został Lothar Bolz (od 1928 członek Komunistycznej Partii Niemiec, w czasie II wojny światowej współpracownik Narodowego Komitetu Wolnych Niemiec). We wrześniu 1948 partia oficjalnie przystąpiła do Bloku Demokratycznego.

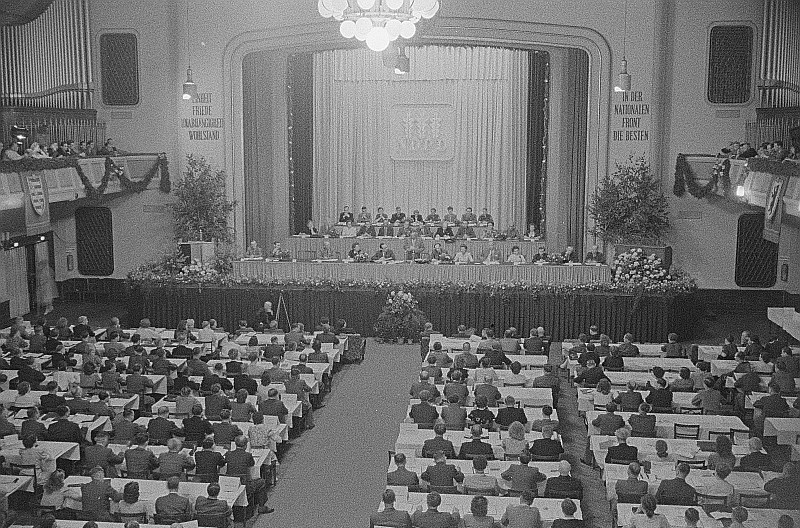
Zjazd NDPD w 1950

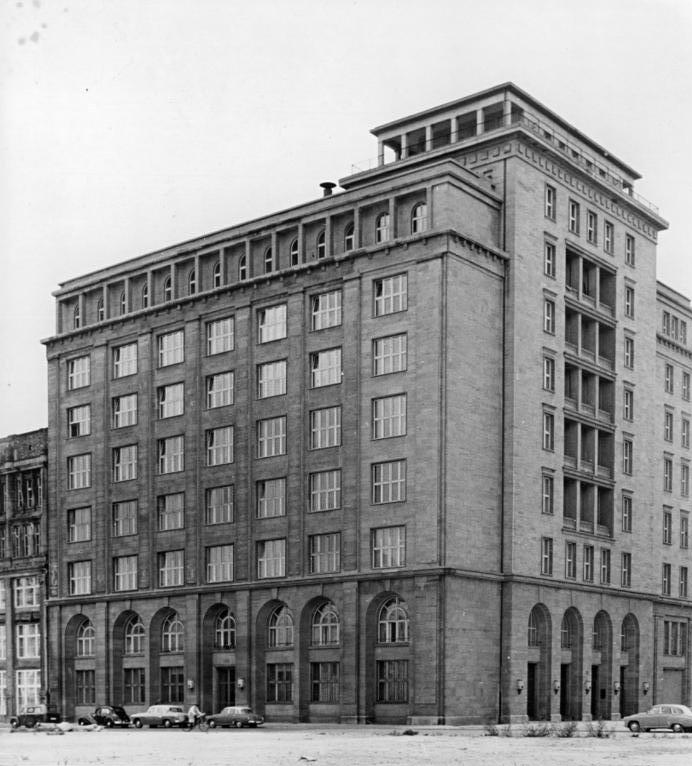
Siedziba NDPD w Berlinie w 1959

Swój program NDPD kierowała głównie do kupców i rzemieślników, domagając się ochrony tzw. klasy średniej oraz otoczenia przez państwo opieką drobnego handlu i rzemiosła. Jednocześnie żądała przeprowadzenia radykalnej reformy rolnej i wywłaszczenia fabrykantów. W dziedzinie społeczno-politycznej występowała za zakończeniem dyskryminacji byłych członków NSDAP, na których nie ciążyły oskarżenia o zbrodnie.
W latach 50., 60., 70. i 80. pozostawała częścią Bloku Demokratycznego i Frontu Narodowego. Była reprezentowana w Izbie Ludowej (przez 52 członków), Radzie Państwa i jej Prezydium, Radzie Ministrów oraz tzw. organach terenowych (radach gmin, miast, powiatów i okręgów). Skupiała głównie drobną inicjatywę i inteligencję, która nie chciała wstępować do SED. Liczba członków zmieniała się: w 1949 do NDPD należało 17 tys. osób, cztery lata później 233 tys., jednak w połowie lat 70. już tylko 80 tys. Tuż przed rozwiązaniem do członkostwa przyznawało się prawie 110 tys. osób.
W grudniu 1989 NPD wraz z CDU i LDPD wystąpiła z Bloku. Brała udział w rozmowach okrągłego stołu z SED. Na zjeździe z 20 i 21 stycznia 1990 nowym prezesem partii został wybrany reformator Wolfgang Glaeser, jednak po trzech tygodniach zastąpił go w tej funkcji Wolfgang Rauls. W wolnych wyborach z marca 1990 partia uzyskała 0,39% głosów i objęła 2 mandaty poselskie w Izbie Ludowej. 12 sierpnia 1990 weszła w skład ogólnoniemieckiej FDP.

## Struktura
Naczelną władzą był zbierający się do 5 lat Zjazd (niem. Parteitag), który wybierał ze swego grona zarząd kierujący partią. Poza zarządem pracował również Sekretariat zajmujący się sprawami bieżącymi.

## Prasa
Partia wydawała dziennik „National-Zeitung” (pierwszy numer ukazał się 22 marca 1948, jeszcze przed powstaniem NDPD).

## Przewodniczący
- 1948–1972: Lothar Bolz
- 1972–1990: Heinrich Homann (od 1967 p.o.)
- 1990: Wolfgang Glaeser
- 1990: Wolfgang Rauls